# Siriusfall
Der Siriusfall ist ein berühmtes Fallbeispiel aus dem deutschen Strafrecht. Er geht auf ein Urteil des Bundesgerichtshofs vom 5. Juli 1983 zurück. Im Mittelpunkt steht die Abgrenzung von strafbarer Tötung in mittelbarer Täterschaft und strafloser Teilnahme am Suizid.

## Sachverhalt
Der BGH schildert den Sachverhalt in seinem Urteil wie folgt: Im Jahr 1973 oder 1974 lernte der 1947 geborene Angeklagte Fred Gaster in einer Diskothek die 1951 geborene H. kennen, die „damals noch eine unselbstständige und komplexbeladene junge Frau“ war. Sie entwickelte zu dem vier Jahre älteren Angeklagten eine intensive Freundschaft, in der sexuelle Kontakte unwesentlich blieben. Gegenstand der Beziehung waren hauptsächlich Diskussionen über Psychologie und Philosophie, die bei Treffen im Abstand von einigen Monaten und bei häufigeren, manchmal mehrere Stunden dauernden Telefongesprächen geführt wurden. Im Laufe der Zeit wurde der Angeklagte zum Lehrer und Berater von H. in allen Lebensfragen. Er war immer für sie da. Sie vertraute und glaubte ihm blindlings.
Im Verlauf ihrer zahlreichen philosophischen Gespräche ließ der Angeklagte die Frau wissen, er sei ein Bewohner des Sterns Sirius. Die Sirianer seien eine Rasse, die philosophisch auf einer weit höheren Stufe stehen als die Menschen. Er sei mit dem Auftrag auf die Erde gesandt worden, dafür zu sorgen, dass einige wertvolle Menschen, darunter H., nach dem völligen Zerfall ihrer Körper mit ihrer Seele auf einem anderen Planeten oder dem Sirius weiterleben könnten. Damit sie das Ziel erreiche, bedürfe H. allerdings einer geistigen und philosophischen Weiterentwicklung. Als der Angeklagte erkannte, dass ihm die Frau vollen Glauben schenkte, beschloss er, sich unter Ausnutzung dieses Vertrauens auf ihre Kosten zu bereichern. Er legte H. dar, sie könne die Fähigkeit, nach ihrem Tode auf einem anderen Himmelskörper weiterzuleben, dadurch erlangen, dass sich der ihm bekannte Mönch Uliko für einige Zeit in totale Meditation versetze. Dadurch werde es ihrem Körper möglich, während des Schlafens mehrere Ebenen zu durchlaufen und dabei eine geistige Entwicklung durchzumachen. Dafür müssten allerdings an das Kloster, in dem der Mönch lebe, 30.000 DM gezahlt werden. H. glaubte dem Angeklagten. Da sie nicht genügend Geld besaß, beschaffte sie sich die geforderte Summe durch einen Bankkredit. Der Angeklagte verbrauchte das Geld für sich. So oft sich H. in den folgenden Monaten nach den Bemühungen des Uliko erkundigte, vertröstete sie der Angeklagte. Später erklärte er ihr, der Mönch habe sich bei seinen Versuchen in große Gefahr begeben, gleichwohl aber keinen Erfolg erzielt, weil ihr Bewusstsein eine starke Sperre gegen die geistige Weiterentwicklung aufbaue. Der Grund dafür liege im Körper der H.; die Blockade könne nur durch die Vernichtung des alten und die Beschaffung eines neuen Körpers beseitigt werden.
Als der Angeklagte bemerkte, dass die Frau von der Richtigkeit seiner Erklärungen noch immer völlig überzeugt war, fasste er den Plan, aus ihrem Vertrauen weiteren finanziellen Nutzen zu ziehen. Der Angeklagte spiegelte ihr vor, in einem roten Raum am Genfersee stehe für sie ein neuer Körper bereit, in dem sie sich als Künstlerin wiederfinden werde, wenn sie sich von ihrem alten Körper trenne. Auch in ihrem neuen Leben benötige sie jedoch Geld. Es lasse sich dadurch beschaffen, dass sie eine Lebensversicherung über 250.000 DM (bei Unfalltod 500.000 DM) abschließe, ihn unwiderruflich als Bezugsberechtigten bestimme und durch einen vorgetäuschten Unfall aus ihrem jetzigen Leben scheide. Nach Auszahlung werde er ihr die Versicherungssumme überbringen. Die Frau schloss einen Versicherungsvertrag entsprechend den Vorschlägen des Angeklagten ab. Der Versicherungsschutz begann am 1. Dezember 1979. Die monatliche Versicherungsprämie belief sich auf 587,50 DM. Dem Angeklagten händigte H. 4.000 DM in bar aus, weil sie, wie er ihr sagte, nach dem Erwachen am Genfersee das Geld, das er ihr sofort überbringen werde, als Startkapital benötige. Die Auszahlung der Versicherungssumme könne sich verzögern.
Ihr jetziges Leben sollte die Frau nach einem ersten Plan des Angeklagten durch einen vorgetäuschten Autounfall, nach einem späteren Plan dadurch beenden, dass sie sich in eine Badewanne setzte und einen eingeschalteten Haartrockner in das Badewasser fallen ließ. Auf Verlangen und nach den Anweisungen des Angeklagten versuchte die Frau, diesen Plan am 1. Januar 1980 in ihrer Wohnung in Bad Wildbad zu realisieren, nachdem sie zuvor, einer Anregung des Angeklagten folgend, einige Dinge getan hatte, die darauf hindeuten sollten, dass sie ungewollt mitten aus dem Leben gerissen worden sei. Der tödliche Stromstoß blieb jedoch aus. Aus „technischen Gründen“ verspürte H. nur ein Kribbeln am Körper, als sie den Haartrockner eintauchte. Der Angeklagte, der sich in seiner Wohnung in Baden-Baden aufhielt, war überrascht, als H. seinen Kontrollanruf entgegennahm. Etwa drei Stunden lang gab er ihr in etwa zehn Telefongesprächen Anweisungen zur Fortführung des Versuchs, aus dem Leben zu scheiden. Dann nahm er von weiteren Bemühungen Abstand, weil er sie für aussichtslos hielt.
Die Frau handelte in völligem Vertrauen auf die Erklärungen des Angeklagten. Sie ließ den Fön in der Hoffnung ins Wasser fallen, sofort in einem neuen Körper zu erwachen. Der Gedanke an einen Selbstmord im eigentlichen Sinn, durch den ihr Leben für immer beendet würde, kam ihr dabei nicht. Sie lehnte eine Selbsttötung ab. Der Mensch habe dazu kein Recht. Dem Angeklagten war bewusst, dass das Verhalten der ihm hörigen H. ganz von seinen Vorspiegelungen und Anweisungen bestimmt wurde.
Das Landgericht hat den Angeklagten wegen versuchten Mordes, Betrugs sowie wegen vorsätzlicher Körperverletzung in Tateinheit mit unbefugter Führung akademischer Grade und einem Vergehen gegen das Heilpraktikergesetz zu einer Gesamtfreiheitsstrafe von sieben Jahren verurteilt. Die Revision vor dem Bundesgerichtshof hatte keinen Erfolg.

## Entscheidungsgründe
Kernfrage des Falls ist, ob lediglich Anstiftung und Beihilfe zum (versuchten) Suizid vorliegt, was nach deutschem Recht nicht strafbar ist, oder ob der Angeklagte versucht hat, einen Mord durch einen anderen begehen zu lassen, und dadurch zum mittelbaren Täter (§ 25 Abs. 1, 2. Alt. StGB) geworden ist.
Der Angeklagte hatte nicht versucht, H. zu überzeugen, aus dem Leben zu treten, um durch das „Tor des Todes in eine transzendente Existenz“ einzugehen. Stattdessen versetzte er sie in den Glauben, dass sie ihr Leben in einem anderen Körper fortsetzen könne. Er rief in ihr einen Irrtum über den Nichteintritt des Todes hervor und löste mit Hilfe dieses Irrtums bewusst und gewollt das Geschehen aus, das zu ihrem Tod führen sollte. Mithin war er nach Auffassung des BGH Täter eines versuchten Tötungsdelikts kraft überlegenen Wissens, durch das er die Irrende lenkte und zum Werkzeug gegen sich selbst gemacht hat. Daran änderte auch die Tatsache nichts, dass die Suggestionen, denen die Frau erlag, völlig unglaubhaft waren.
Bekannt ist der Fall auch deswegen, weil bei der Aburteilung wegen Betruges die Frage entschieden wurde, in welchem Umfang leichtgläubige Menschen durch § 263 StGB geschützt sind; der Schutz der Vorschrift ist unabhängig von der Erkennbarkeit der behaupteten Tatsache als Lüge durch einen verständigen Menschen. Ein des Betrugs Angeklagter kann die Feststellung des objektiven Tatbestands nicht dadurch zu verhindern suchen, dass er die unwahre Tatsachenbehauptung als offenkundige Unwahrheit aufzeigt.

## Hintergründe
Durch Recherchen der SWR-Mitarbeiter Holger Schmidt und Marie-Claire Schneider in den Jahren 2022–2023 wurden neue Details zu dem Fall und dem Angeklagten bekannt. Offenbar gab es im persönlichen Umfeld von Fred Gaster in den späten 1970er Jahren mehrere ungeklärte Todesfälle, zu denen zwar Ermittlungen aufgenommen wurden, ohne dass es aber zu einer Anklage kam. Gasters vermögende Ehefrau, die beim Südwestfunk beschäftigt gewesen war, hatte sich wenige Wochen vor dem oben geschilderten Badewannen-Ereignis selbst erschossen; Fred Gaster gab an, geschlafen zu haben und durch den Schuss aufgewacht zu sein.
Fred Gaster erhielt wegen vom Gefängnis aus begangenen Betrugs weitere drei Jahre Haft, er wurde 1990 entlassen. Er soll 1996 gestorben und anonym beigesetzt worden sein. Er hatte einen Hauptschulabschluss gemacht, als Galvaniseur gearbeitet, einen Geschäftspartner um eine hohe sechsstellige DM-Summe betrogen und zuletzt vor seiner Verhaftung als falscher Arzt ein Altenheim in Mölln betrieben. Er beschäftigte sich umfangreich mit Hypnose und besaß Scopolamin, einen geschmacksneutralen Giftstoff, der zu Willenlosigkeit führt.